# Estadio Wilfrido Massieu
El Estadio Wilfrido Massieu es un recinto deportivo del Instituto Politécnico Nacional inaugurado en 1959, con capacidad para 15.000 espectadores, ubicado al norte de la Ciudad de México, dentro de la Unidad Profesional "Adolfo López Mateos", Zacatenco. El estadio es casa de los equipos de fútbol americano representativos de la institución: los Burros Blancos y las Águilas Blancas, así como de los Mayas LFA.
En el año 2000 fue vetado para realizar eventos de dicho deporte debido a fallas estructurales, sin embargo en el año 2015 las autoridades administrativas del IPN hicieron oficial la reapertura del estadio para la albergar los juegos de liga mayor.
El inmueble tuvo una remodelación de sus tribunas y de su pista de atletismo en el año 1994, que tuvieron un costo de 700 mil pesos y una inversión de 5 millones de pesos respectivamente.